# Gipar

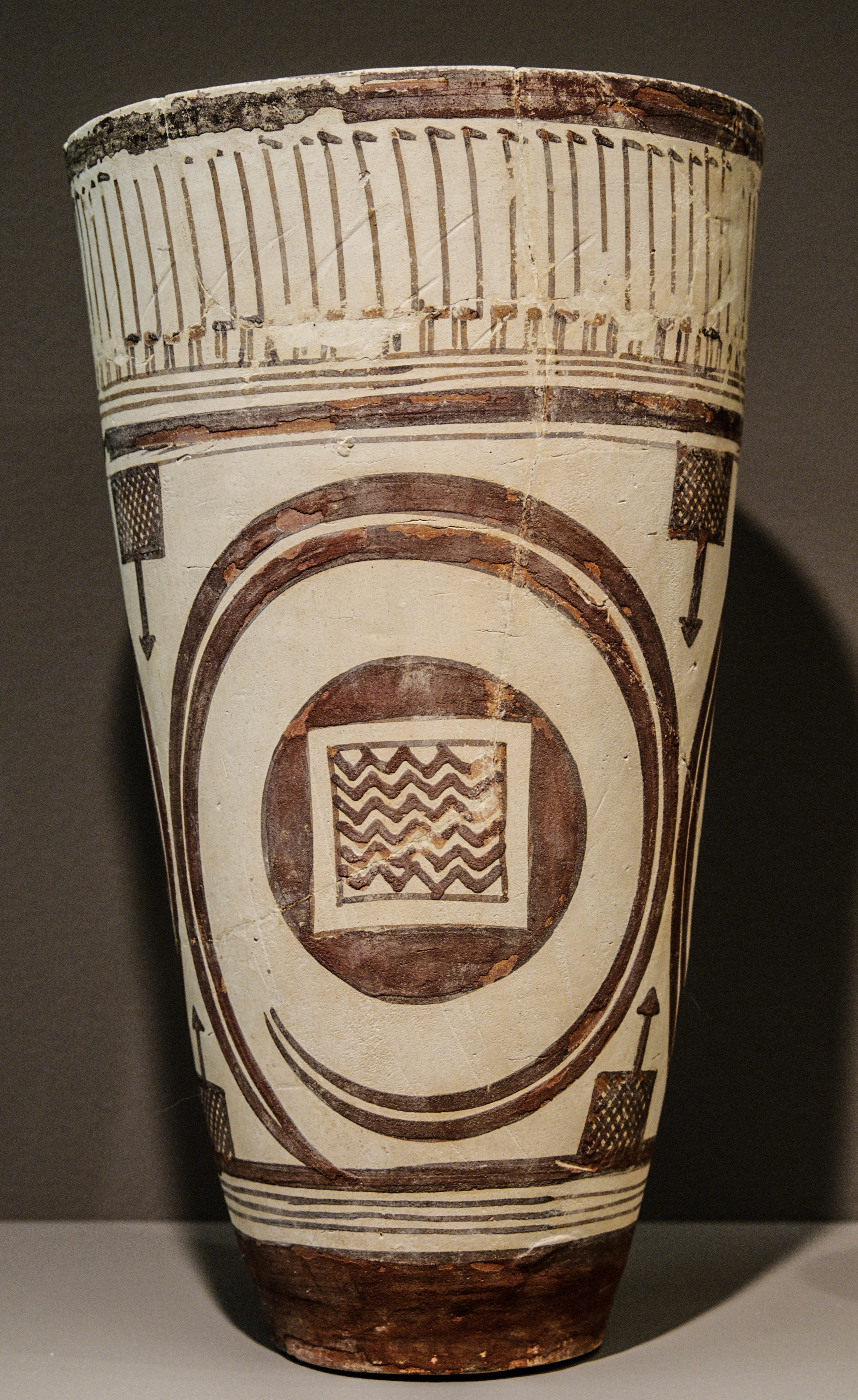
Un gipar stilizzato, rappresentato come una stuoia di canna, su una ceramica a figure rosse Susa del periodo Jemdat Nasr.

Gipar (sumero: ĝipar; accadico: gipāru ) è un concetto centrale del sistema di credenze sumero che rientra anche come elemento centrale dell'architettura del tempio. La traduzione abituale del termine è "chiostro", ma il vero significato di gipar includeva molteplici concetti fra loro collegati. Il gipar era in origine una stuoia di giunco intrecciato utilizzata come letto nuziale. Il suo significato simbolico si è quindi esteso per includere l'idea del potere generativo della fertilità nel creare e sostenere la vita. In questo senso, il gipar esprimeva l'idea di abbondanza, ma anche il magazzino che contiene il raccolto in abbondanza, nonché un punto di contatto con il potere generativo stesso. Nel suo ruolo di punto di unione con la divinità, il gipar era la residenza dell'en (l'alto sacerdote – 𒂗) ed era il luogo dove si consumava lo hierosgamos, il rito sessuale della fertilità. Spesso il tempio veniva costruito sopra un tappeto gipar incastonato nella struttura. Per questo motivo, il chiostro, che connota il luogo di residenza di un sacerdote, è dato come definizione primaria dal Pennsylvania Sumerian Dictionary).

## Ortografia

Ĝipar in cuneiforme.

Ĝipar è scritto con due forme attestate nel 2500 a.C.
- Forma principale: ĝi 6 -par 4 (MI. N.I. GIŠ, cuneiforme 𒈪𒉌𒄑: )
- Variante: ĝi 6 -par 3 (MI. DAG, cuneiforme: 𒈪𒁖)

Il primo segno, MI, deriva dal pittogramma di una nuvola temporalesca che fa cadere la pioggia. Il secondo segno, NI, deriva dal pittogramma di aratro.
Altre varianti ortografiche giungono dal rapporto della spedizione a Ur.
- Iscrizione 67 Riga (7) : "il brillante gi(g)-par, il suo amato tempio"
- Iscrizione 67 Riga (7) nota a piè di pagina: "gi(g)-par-ku(g)-ga-ni"
- Iscrizione 106 Riga (I4) : "il e-gi(g)-par"

## Nella letteratura
Il gipar di Inanna nella città di Uruk è menzionato in Enmerkar e il signore di Aratta:
(Enmerkar e il signore di Aratta, riga 1-24)